# ريتشارد ألدرسون
ريتشارد ألدرسون (بالإنجليزية: Richard Alderson)‏ (27 يناير 1975 في المملكة المتحدة - ) هو لاعب كرة قدم بريطاني في مركز جناح. لعب مع نادي يورك سيتي ونادي بليث سبارتانز وويتبي تاون ‏ ونادي غيتزهد ودورهام سيتي ‏ وبراندون يونايتد وسبنيمور يونايتد ‏.

## وصلات خارجية
- ريتشارد ألدرسون على موقع Soccerbase.com (لاعب) (الإنجليزية)